# Atletisme als Jocs Olímpics d'Estiu de 1908 - salt d'alçada aturat masculí
Els  salt d'alçada aturat masculí va ser una de les sis proves de salts que es disputaren durant els Jocs Olímpics de Londres de 1908. La prova es va disputar el 23 de juliol de 1908 amb la participació de 23 atletes procedents d'onze nacions diferents.

## Medallistes
| Or             | Plata                                            | Bronze |
| Ray Ewry (USA) | John Biller (USA) Konstandinos Tsiklitiras (GRE) |        |

## Rècords
Aquests eren els rècords del món i olímpic que hi havia abans de la celebració dels Jocs Olímpics de 1908.
| Rècord del Món | ?     | ?        | ?           | ?                    |
| Rècord Olímpic | 1.655 | Ray Ewry | París (FRA) | 16 de juliol de 1900 |

## Resultats
| Posició | Atleta                            | Alçada      |
| ------- | --------------------------------- | ----------- |
| 1       | Ray Ewry (USA)                    | 1.57 metres |
| 2       | John Biller (USA)                 | 1.55 metres |
| 2       | Konstandinos Tsiklitiras (Grècia) | 1.55 metres |
| 4       | Frank Holmes (USA)                | 1.52 metres |
| 5       | Platt Adams (USA)                 | 1.47 metres |
| 5       | Géo André (FRA)                   | 1.47 metres |
| 5       | Alfred Motté (FRA)                | 1.47 metres |
| 8       | Wilhelm Blystad (NOR)             | 1.42 metres |
| 8       | Léon Dupont (BEL)                 | 1.42 metres |
| 8       | Walter Henderson (GBR)            | 1.42 metres |
| 8       | Frank Irons (USA)                 | 1.42 metres |
| 8       | Svend Langkjær (DEN)              | 1.42 metres |
| 8       | Arthur Mallwitz (GER)             | 1.42 metres |
| 14      | Allan Bengtsson (SWE)             | 1.40 metres |
| 14      | Karl Fryksdahl (SWE)              | 1.40 metres |
| 16      | Martin Sheridan (USA)             | 1.37 metres |
| 17      | Lancelot Stafford (GBR)           | 1.32 metres |
| 17      | Ludwig Uettwiller (GER)           | 1.32 metres |
| 19-23   | George Barber (CAN)               | Desconegut  |
| 19-23   | Alfred Flaxman (GBR)              | Desconegut  |
| 19-23   | Ernest Hutcheon (ANZ)             | Desconegut  |
| 19-23   | Henri Jardin (FRA)                | Desconegut  |
| 19-23   | Lawson Robertson (USA)            | Desconegut  |